# Nguyễn Tán
Nguyễn Tán (1804-?) là đồng tiến sĩ xuất thân của khoa thi năm Nhâm Thìn, tức là niên hiệu Minh Mạng thứ 13 1832. Ông là người xã Tiên Điền, tổng Phan Xá, huyện Nghi Xuân, phủ Đức Thọ, tỉnh Hà Tĩnh (nay thuộc xã Tiên Điền huyện Nghi Xuân tỉnh Hà Tĩnh). Ông đỗ Cử nhân năm Mậu Tý, niên hiệu Minh Mạng thứ 9 1828. Ông làm quan Viên ngoại lang, nhưng sau bị cách chức.